# Міжнародна благодійна фундація «Отчий дім»
Благодійна організація "Міжнародна благодійна фундація "Отчий Дім" — благодійна організація, яка вбачає своїм завданням вирішити проблему дитячої безпритульності шляхом об'єднання зусиль церков, благодійних та громадських організацій, структур державної влади. Організація передбачає спонсорську підтримку.

## Мета фундації
Свою діяльність «Отчий дім» спрямовує як на підтримку конкретних дітей через надання комплексної допомоги (соціально-педагогічної, правової, медичної тощо), так і на створення простору реабілітації безпритульних дітей. З цією метою фундація підтримує консультативно-реабілітаційні центри для сімей, популяризує усиновлення, сприяє поширенню сімейних форм виховання — опіка, прийомні сім'ї, дитячі будинки сімейного типу, програма сімейного виховання; а також надає допомогу випускникам інтернатів та інших дитячих установ. 
Катерина Ющенко відзначила подвижницьку діяльність фундації «Отчий дім» і великі успіхи, яких вдалося досягнути:
„Кожного разу, коли я приходжу в «Отчий дім», я бачу добро у ваших очах. І це дає натхнення на подальшу роботу“.

## Напрямки діяльності
- Захист права дитини на сім’ю
- Укріплення соціально уразливих сімей 
- Підтримка молоді з числа дітей-сиріт
- Додаткова освіта та розвиток
- Суспільно-правова діяльність (адвокація)

## Історія фундації
- 1996-98 роки. Відвідини безпритульних дітей і спілкування з ними. Приносили їм поїсти, одягнутися  старались подружитись, дізнатись про проблему і намагалися її вирішити. Пізніше, організовували денні стаціонари, благодійні їдальні, станції санітарно-гігієнічної обробки — місця, де можна було помити дітей, постригти волосся, полікувати рани і провести дезінфекцію їхнього одягу та взуття, або, взагалі,  замінити їх. Проте, з часом зрозуміли, що у цих дітей повинно бути місце, куди вони можуть прийти ввечері, де вони будуть спати, зможуть поїсти і помитись. А саме головне, місце,  де їх чекають дорослі, яким не все одно де і як вони провели день. Для цього Роман Корнійко прийняв перших 10 безпритульних дітей у власну квартиру, а пізніше — орендував кілька квартир в Києві на Борщагівці та Троєщині, а згодом отримав  приміщення колишнього дитячого садочка на м.Лівобережна.  За цей час була зібрана команда, яка з завзяттям включилась в роботу по спасінню дітей вулиці, З’явились перші партнери – люди, яким була небайдужа доля дітей. Це, фактично, і стало початком роботи Отчого Дому. На цьому етапі через вуличну роботу, благодійні їдальні, станції санітарно-гігієнічної обробки отримали допомогу і були забрані з вулиць близько 4105 дітей.

- 1998 –  розпочав роботу перший реабілітаційний літній наметовий табір «Острів скарбів» для безпритульних дітей. Проєкт працює й до сьогоднішнього дня, змінилися його учасники. Зараз це діти-сироти та діти, позбавлені батьківського піклування; діти з сімей, які опинилися у складних життєвих обставинах та діти з сімей учасників АТО. З 1998 по 2017 рік учасниками проєкту "Острів Скарбів" було 1 365 дітей.

- 1999 –  реєстрація Міжнародної благодійної фундації (МБФ) «Отчий Дім». Куплений  недобудований дім у селі Петрівське Києво-Святошинського району для відкриття Центру соціальної опіки дитини при МБФ «Отчий Дім».

- 2000 – Визнання Президентом України проблеми безпритульності дітей національною проблемою
- 2001 –  юридична реєстрація Центра соціальної опіки дитини при МБФ «Отчий Дім». Завершення будівництва Центру в селі Петрівському, в’їзд дітей у власний будинок. Представники Ради Європи визнали Центр найкращим дитячим центром у Східній Європі. Центр соціальної опіки дитини працював до кінця 2011 року, за цей час отримали допомогу  244 дитини. У 2012 році на базі Центру соціальної опіки дитини, використовуючи сформовану команду і розроблені програми реабілітації, створений Київський обласний центр соціально психологічної реабілітації дитини "Отчий дім". На сьогоднішній день розглядається можливість відновлення роботи Центру соціальної опіки дитини для забезпечення термінового влаштування дітей, вилучених з сімей Києво-Святошинського району при загрозі їх життю та здоров’ю.

- 2002  –   перше усиновлення дитини з Отчого Дому. Центр соціальної опіки дитини при МБФ "Отчий Дім" визнано найкращим дитячим центром в Україні. Початок будівництва другого будинку для роботи з дітьми в атмосфері сім’ї.
- 2002-2006 рр. – поширення досвіду роботи Отчого Дому на всю країну — створення Навчального центру. За підтримки Отчого Дому за ці роки було створено 24 дитячі центри в Україні, підготовлено 58 лідерів для роботи з дітьми групи ризику. Результатом цього проєкту стало створення  Міжнародного Центру Розвитку та Лідерства у 2007 році. Проєкт виріс до рівня самостійної міжнародної організації й по сьогодні є лідером з підготовки та перепідготовки працівників соціальної сфери країни.

- 2003 –  З-під даху «Отчого Дому» перші випускники виходять у доросле, самостійне життя. Створено Центр сімейного виховання "Моя сім'я" при МБФ "Отчий Дім". За період роботи 20 сімейних груп з 2003 року по 2014 рік в Центрі сімейного виховання "Моя сім'я"  перебувало на вихованні і повному утриманні 122 дитини.
- 2004 – програма оздоровлення та відпочинку «Надія Пілігрима», яка працює  і по сьогоднішній день.  Будівництво будинку відпочинку у селі Штормове Сакського району, АР Крим   з одночасним будівництвом табору у місті Керч в АР Крим. Літній відпочинок дітей було розпочато у 2006 році та припинено у 2014 у зв'язку з анексією Криму.
- 2006 –  проєкт розвитку та популяризації усиновлення «Нова сім’я»». Проєкт працює по сьогоднішній день, надаючи безкоштовну консультативну та юридичну підтримку сім’ям, які всиновлюють дітей. В 2015 в рамках проєкту почав діяти клуб «Велике серце» для підтримки всиновлювачів, опікунів та батьків-вихователів. Сьогодні в проєкті беруть участь 37 сім’ї (147 дітей).
- 2007 – реєстрація МЦРЛ - Міжнародного центру розвитку і лідерства. Проєкт виріс до рівня самостійної міжнародної організації й по сьогодні є лідером з підготовки та перепідготовки працівників соціальної сфери країни.
- 2008 – проєкт підтримки випускників Отчого Дому "Велика родина". 12 випускників постійно працюють в різних програмах Отчого Дому.
- 2009 – проєкт Реабілітаційного Центру для дітей та молоді з інвалідністю. Проєкт виріс до рівня самостійної Міжнародної благодійної організації «Посланець Миру».
- 2010  – проєкт «Україна без сиріт» виріс у самостійну всеукраїнську громадську організацію «Альянс «Україна без сиріт». Проєкт поширився в інших країнах. На сьогодні проєкти 33 країнах світу  об’єдналися в Рух «Світ без сиріт» (World Without Orphans “WWO”)
- 2011 – Комплекс соціальної допомоги та захисту "Бетел" у м. Ватутіне, Черкаської області. В рамках Комплексу працюють: Дім милосердя для людей похилого віку «Джерело любові», Центр допомоги матері та дитині, Центр соціальної адаптації для молоді з інвалідністю «Крок до самостійності»,  Дитячий будинок сімейного типу. До кінця 2016 року  тут проживали та отримали допомогу 51 стареньких одиноких людей, 15 мам та 24 дитини, 14 молодих людей. З 2016 року Комплекс працює як самостійна благодійна організація.
- 2012 –  Центр соціальної опіки дитини уклав угоду про співпрацю зі Службою в справах дітей Київської обласної державної адміністрації, внаслідок чого отримав державне фінансування. На базі приміщень Центру соціальної опіки дитини, використовуючи сформовану команду і розроблені програми реабілітації, створено Київський обласний центр соціально психологічної реабілітації дитини "Отчий дім". Проєкт працює по сьогоднішній день. З 2012 по 2020 рік в центрі соціально психологічної реабілітації проживали і отримували комплексну допомогу 684 дитини-сироти та діти, позбавлені батьківської опіки.  Відпочинок і оздоровлення дітей в Швеції, Португалії, Іспанії, США та Німеччині.
- 2013 – проєкт "Посли Отчого Дому", який об'єднує дітей Отчого Дому, які були усиновлені в різні країни світу  - 84 дитини.

- 2014 – виникла необхідність у створенні програми підтримки внутрішньо переміщених осіб зі східної частини України та Криму. В цілому, з травня  2014 по грудень 2016 року, за програмою підтримки переселенців зі Сходу України в Отчому Домі отримали допомогу 258 осіб, з них - 180 дітей і 78 - дорослих людей.

- 2016 – розпочав роботу Центр «Мати і дитина разом» у селі Святопетрівському Київської області. За час роботи Центр допоміг 32 мамам та 113 дітям.  Розпочав роботу Молодіжний Центру «Крок до незалежності», за час роботи Центр надав підтримку  28 молодим людям з числа дітей-сиріт та дітей, позбавлених батьківського піклування.
- 2017 – Освітній проєкт для педагогічної реабілітації дітей-учасників проєктів Отчого Дому (у більшості випадків дітей-сиріт, дітей, позбавлених батьківського піклування та дітей, вилучених з сімей), задля компенсації педагогічної занедбаності, вирівняння їх освітнього рівня та опанування навчальної програми відповідно до віку.
- 2018 – Молодіжний клуб, який об'єднує підлітків 14-18 років з різних проєктів задля розвитку життєвих та соціальних навичок молоді, залучення до участі у семінарах, тренінгах, волонтерської діяльності та організації вільного часу.

- 2019 – Скарбничка Добрих Справ. Благодійна крамничка яка створена випускниками Отчого Дому як благодійний проєкт, що збирає навколо небайдужих людей ат допомагає нужденним.    Проведення Всеукраїнського дня молитви за дітей-сиріт. Проведення Днів молитви в Київської та Хмельницької областях
- 2020 – Кав’ярня COFFEE_LOVE. Проєкт створено за ініціативи дітей Отчого Дому як соціальне підприємництво, що сприяє професійним навичкам, створенню першого робочого місця та  збудування навичок спілкування з людьми

## Структура фундації

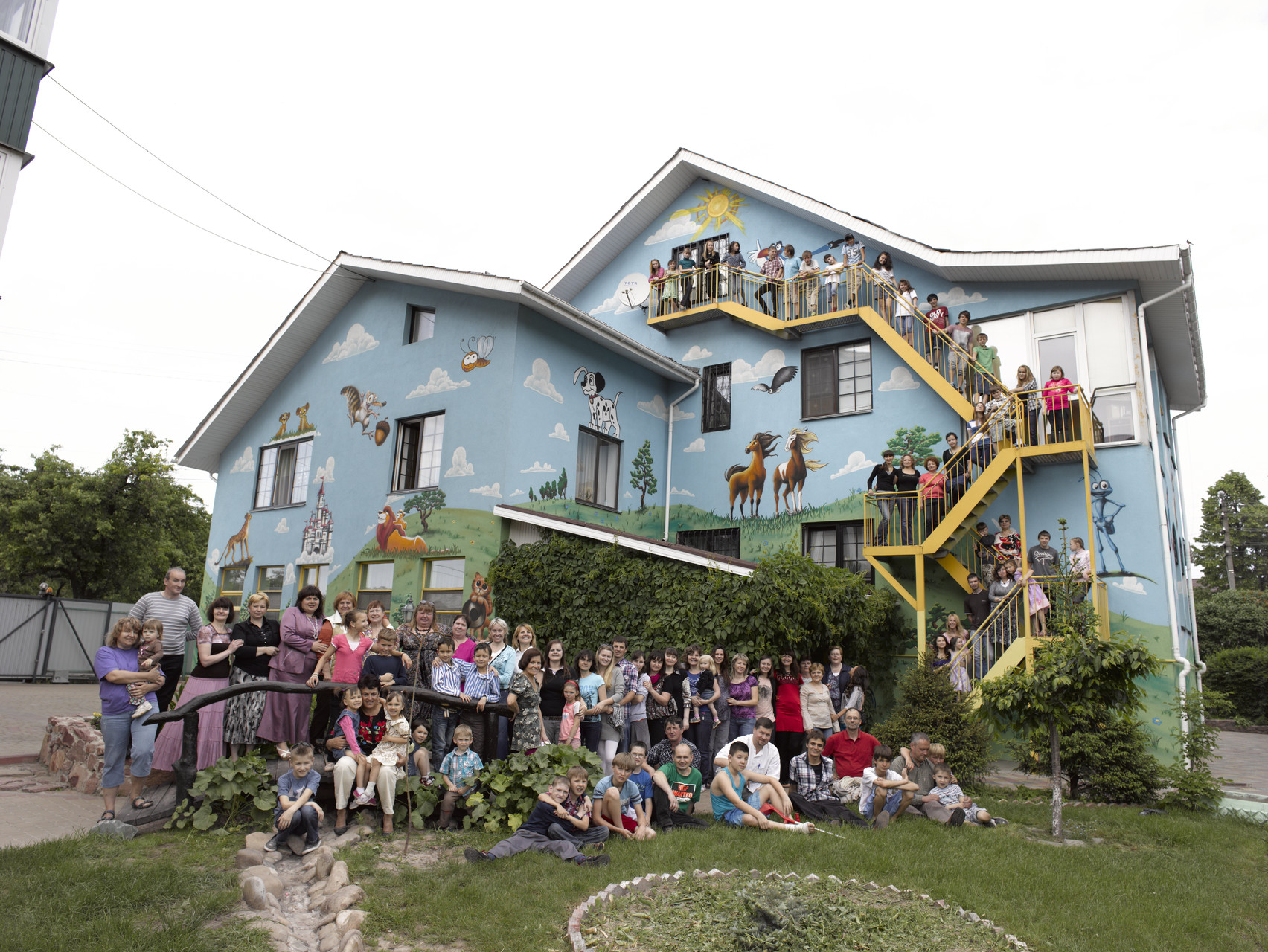
«Otchiy Dim» «Father's House»

Міжнародна благодійна фундація «Отчий дім» нараховує більше 12 відділів, робота яких направлена на допомогу безпритульним дітям та дітям, позбавленим батьківської опіки. Організація впроваджує інноваційні форми роботи з дітьми та поширює позитивний досвід як в Україні, так і за її межами, сприяючи становленню та розвитку організації та програм, які допомагають дітям. Структура фундації складається з Центру соціальної опіки дитини «Отчий дім», табору адаптації безпритульних дітей «Острів скарбів», програми сімейного виховання, відділу по роботі з випускниками, відділу служіння і творчості «Діти для дітей», юридичного, фінансового, адміністративного відділів тощо.

## Проєкти, які активно функціонували до 24.02.2022 року

### Київський обласний центр соціально-психологічної реабілітації дитини "Отчий дім"
На базі приміщень Центру соціальної опіки дитини, використовуючи сформовану команду і розроблені програми реабілітації, створено Київський обласний центр соціально психологічної реабілітації дитини "Отчий Дім". 
Досвід попередніх років  та збудована команда – це запорука успішної роботи, що доказує це і сьогодні.  

### Центр сімейного виховання   "Моя сім'я"
Сім’я це саме природне середовище для дитини. Ніщо та ніколи не зможе повноцінно її замінити. 
Все ще тисячі дітей, які втратили батьківське піклування, знаходяться у інтернатах. Отчий Дім працює, щоб ця цифра зменшувалася кожного року. Дитина має зростати та виховуватися у сім'ї. Приймаються сироти та діти, позбавлені батьківського піклування, щоб дати їм новий шанс на сім'ю та любляче, турботливе оточення. На практиці показується дітям приклад повноцінної сім'ї, які вони зможуть відтворити у власному житті. 
Сім'ї, які працюють у центрі, створюють для дітей умови, за яких вони стають успішними: навчаються, товаришують, реалізують свої таланти та захоплення, обирають професію, готуються до майбутнього життя у сім'ї. 

### Центр матері та дитини
Вагітні жінки, жінки які пережили насилля в сім'ї та матусі з малолітніми дітьми, які опинилися без підтримки рідних та засобів для існування, знаходять у Центрі захист та турботу, що дають їм можливість вижити в тяжкий період їхнього життя, набратися сил та досвіду піклування за дитиною, а також знайти своє місце у суспільстві. 
Соціальний супровід, професійна допомога та належні умови проживання дають змогу зберегти маму для дитини та підготувати  сім'ю до подальшого самостійного проживання поза межами центру. 

### Освітній проєкт «Джерело»
Більш ніж 20-річний досвід роботи з дітьми, які опинилися у складних життєвих обставинах та були вилучені з сімей в зв'язку із загрозою їх життю та здоров'ю, свідчить про системну проблему — педагогічну занедбаність і як наслідок низький освітній рівень більшості таких дітей.
Після влаштування у реабілітаційні центри, діти розпочинають регулярно відвідувати місцеві школи, але не можуть вчитися на рівні однолітків. Ця ситуація має численні негативні наслідки, такі як: занижена самооцінка дітей, втрата інтересу та мотивації до навчання, конфлікти з однолітками та вчителями, відмови відвідувати школу, втечі з реабілітаційного центру тощо.
Для вирішення цього питання, було органі надання освітніх послуг за місцем перебування дитини з метою компенсації педагогічної занедбаності та вирівнювання освітнього рівня відповідно до віку дитини-вихованця. 

### Молодіжний центр «Крок до незалежності»
Необхідність підготовки молоді з числа дітей-сиріт до самостійного життя, зумовлена складнощами адаптації до навколишнього світу через індивідуальні особливості дитини, яка зазнала численних втрат, має низький рівень соціальної компетентності та відсутність підтримки зі сторони ближнього оточення. 
Підтримка центру побудована на активній взаємодії підлітка/молодої людини з наставником, основою якої є її/його інтереси та потреби, та розвиток умінь і навичок необхідних для самостійного життя. 
Молодь опановує практичне оволодіння соціальними та життєвими навичками, отримує допомогу у вирішенні питань навчання та працевлаштування. 
Центр допомагає молодій людині побудувати місточок у самостійне життя, навчає як справитися з повсякденними життєвими труднощами та проблемами, але не перебирає на себе їх вирішення.
Не менш важливим напрямком роботи є підтримка випускників поза межами Отчого Дому.

### Допомога переселенцям
З початком війни Отчий Дім став потужним рухом, що допомагав та продовжує допомагати переселенцям та тим, хто постраждав внаслідок бойових дій на Донбасі. 
В 2015 році побудовано 4 двохквартирних будиночки, в яких проживають 8 неповних сімей.

### Клуб «Велике серце»
Об’єднання усиновителів в осередки взаємодопомоги і взаємопідтримки сімей —  клуб «Велике серце».
Зараз у Клубі нараховується  37 сімей – членів, серед яких:
- Дитячі будинки сімейного типу  - 13
- Опікуни  - 9
- Усиновителі - 8
- Кандидати в усиновителі -7 сімей
Всього в Клубі  147 дітей (до 18 років) і 54 дорослих людини. (дані на 1.06.2020)

### Програма з розвитку та популяризації усиновлення «Нова сім'я»
·       популяризація ідеї національного всиновлення в Україні; 
·       пошук, навчання та підтримка  потенційних батьків-усиновителів; 
·       підготовка, друк і розповсюдження просвітницьких і методичних матеріалів; 
·       проведення сімейних таборів; 
·       юридичний супровід в оформленні документів, відстоювання інтересів сімей, які всиновили дітей; 
·       лобіювання інтересів усиновителів на рівні законодавства, 
·       допомога в розширенні житлової площі, сприяння в побудові будинків

## Команда фундації
Команда «Отчого Дому» формувалася по мірі розвитку служіння «Отчого Дому». Бути членом лідерської команди почесно та відповідально. Щоб стати членом команди служитель повинен відповідати трьом головним критеріям:
- Персональне прикликання від Бога до праці з дітьми-сиротами та дітьми, які залишились без батьківського піклування
- Любов до дітей
- Професійна підготовка[2]

### Засновник
- Роман Корнійко — Засновник МБФ «Отчий Дім»За фахом: лікар акушер-гінеколог.

## Адреса
вул. Центральна, 118

с. Святопетрівське

Києво-Святошинський район

Київська область

Україна, 08141